# Филиппова, Наталья Юрьевна
Ната́лья Ю́рьевна Фили́ппова (при рождении Васи́льева; род. 14 октября 1968, Москва) — российская актриса театра и кино. Заслуженная артистка Российской Федерации (2023).

## Биография
Родилась 14 октября 1968 года в Москве. В 1993 году окончила ВТУ им. Б. В. Щукина (курс А. Г. Бурова). С 1993 года — актриса Театра им. Вл. Маяковского. Муж — актёр театра и кино, народный артист РФ Михаил Иванович Филиппов. Детей нет.

## Театральные работы

### Театральные работы прошлых лет
- «Любовь студента» (Л. Андреев) — Ольга Николаевна
- «Дети Ванюшина» (С. Найдёнов) — Елена
- «Шутка мецената» (А. Аверченко) — Яблонька
- «Розенкранц и Гильденстерн мертвы» (Т. Стоппард) — Офелия
- «Как вам это полюбится» (В. Шекспир) — Феба
- «Жертва века» (А. Островский) — Шансонетка
- «Приключения Буратино» (А. Толстой) — Мальвина
- «Ящерица» (А. Володин) — Скорпионша
- «Иван-царевич» (Ю. Михайлов) — Жар-птица
- «Комедия о принце Датском» (А. Максимов) — Офелия
- «Карлик» (П. Лагерквист) — Анжелика
- «Кин IV» (Гр. Горин) — Анна Дэмби
- «Круг» (С. Моэм) — Элизабет
- «Забавы дон Жуана» (М. Павлова) — Лаура, Хуана

### Современные театральные работы
- «Чудаки» (Максим Горький) — Елена
- «Дядюшкин сон» (Ф. М. Достоевский) — Софья Петровна Фарпухина
- «На чемоданах» (Левин Ханох) — Белла
- «На бойком месте» (А. Островский) — Аннушка
- «Наливные яблоки, или Правда — хорошо, а счастье — лучше» (А. Островский) — Поликсена
- «Август: Графство Осейдж» (Трейси Леттс) — Иви Уэстон, дочь Беверли и Виолетты
- «На траве двора» (Асар Эппель) — Дарьиванна
- «Я была в доме и ждала…» (Ж. Л. Лагарс) — Старшая
- «Московский хор» (Л. Петрушевская) — Катя
- «Йокнапатофа» (У. Фолкнер) — Кора Талл
- «Счастливые дни несчастливого человека» (А. Арбузов) — Зимина

## Фильмография
| Год       | Название                    | Роль                                         |
| --------- | --------------------------- | -------------------------------------------- |
| 1998      | «Крутые менты»              |                                              |
| 2001      | «Остановка по требованию 2» | Юля                                          |
| 2006      | «Связь»                     | эпизод                                       |
| 2006—2007 | «Любовь как любовь»         | Лариса, средняя дочь Лобовых                 |
| 2007      | «Папины дочки»              | детский психолог Лариса Павловна             |
| 2007      | «Судебная колонка»          | Светлана                                     |
| 2008      | «Батюшка»                   | эпизод                                       |
| 2009      | «Возьми меня с собой 2»     | эпизод                                       |
| 2010      | «Десант есть десант»        |                                              |
| 2010      | «Общая терапия 2»           | Галина Александровна, заведующая неврологией |
| 2010      | «Русский шоколад»           | Светлана                                     |
| 2012      | «Краплёный»                 | эпизод                                       |
| 2017      | «Можно мне тебя обнять?»    | Татьяна Владимировна Гордеева, мать Геры     |